# Górka (rejon brasławski)
Górka (biał. Гурка; ros. Гурка) – wieś na Białorusi, w obwodzie witebskim, w rejonie brasławskim, w sielsowiecie Archemowce.
Wieś znajduje się  w pobliżu jeziora Górka.

## Historia
W dwudziestoleciu międzywojennym kolonia i zaścianek leżał w Polsce, w województwie nowogródzkim (od 1926 w województwie wileńskim), w powiecie brasławskim, w gminie Brasław.
Według Powszechnego Spisu Ludności z 1921 roku zamieszkiwało zaścianek 28 osób, wszystkie były wyznania rzymskokatolickiego i zadeklarowały białoruską przynależność narodową. Były tu 4 budynki mieszkalne.
Zgodnie z Wykazem miejscowości z 1938 kolonię zamieszkiwało 7 osób w 1 budynku a zaścianek 23 osoby w 6 budynkach.
Miejscowości należały do parafii rzymskokatolickiej w m. Belmont. Podlegała pod Sąd Grodzki w Brasławiu i Okręgowy w Wilnie; właściwy urząd pocztowy mieścił się w Brasławiu.